# Telmatherina sarasinorum
Telmatherina sarasinorum là một loài cá nước ngọt thuộc chi Telmatherina nằm trong họ Telmatherinidae. Loài này được mô tả lần đầu tiên vào năm 1991.

## Từ nguyên
Từ định danh của loài được đặt theo họ của hai nhà tự nhiên học người Thụy Sĩ, đồng thời cũng là anh em họ bốn đời, Paul Sarasin (1856–1929) và Fritz Sarasin (1859–1942). Cả hai là những người đã phát hiện ra hồ Matano và hồ Towuti (Sulawesi, Indonesia), và thu thập các mẫu vật đầu tiên của những loài Telmatherina.

## Phạm vi phân bố và môi trường sống
T. sarasinorum là một loài đặc hữu của đảo Sulawesi (Indonesia), và chỉ được tìm thấy ở hồ Matano.
Qua quan sát, T. sarasinorum có hai môi trường sống được ghi nhận. Môi trường thứ nhất là ở vùng nước nông, đáy phẳng, có nhiều sỏi và đá cuội xen lẫn cát; môi trường thứ hai là ở vùng nước sâu hơn với đáy dốc, nơi có những thân, rễ hoặc cành cây đổ xuống, được phủ đầy rong tảo hay bọt biển nước ngọt. Ở cả hai môi trường này, T. sarasinorum ưa tập trung ở những khu vực dưới bóng râm của cây cối ven hồ để đẻ trứng, tuy nhiên lại không xuất hiện ở nơi có quá nhiều sỏi đá hay ánh sáng mặt trời chiếu rọi trực tiếp.

## Loài bị đe dọa
Hoạt động khai thác mỏ và khai thác gỗ ven hồ Matano làm ảnh hưởng đến sự sinh sôi của Telmatherina, là những loài mà trứng của chúng phải bám vào thực vật thủy sinh và đá để phát triển. Đập nước xung quanh hồ Matano cũng được cho là đã làm xáo trộn chu kỳ sinh sản của những loài cá trong hồ, nhất là ở khu vực nước nông. Chất thải và nước thải từ các khu định cư gần đó đổ trực tiếp ra hồ, làm tăng mức độ bồi lắng gây ra sự suy giảm chất lượng môi trường sống. Chưa kể, những loài cá xâm lấn, đặc biệt là cá la hán và bầy con lai của nó, đang cạnh tranh và ăn thịt những loài cá đặc hữu trong hồ Matano. Vì vậy, hầu hết những loài Telmatherina đều đang trong tình trạng bị đe dọa, và T. sarasinorum được xếp vào Loài sắp bị đe dọa.

## Mô tả
Chiều dài cơ thể tối đa được ghi nhận ở T. sarasinorum là 6,6 cm. Loài này có vây nhọn, vây lưng và vây hậu môn lớn, có thể chạm đến nửa sau của vây đuôi khi gập lại ở những con đực.
T. sarasinorum là loài đa hình, với ba kiểu hình màu cơ thể được biết đến ở chúng là màu vàng, màu xanh đen và màu xám. Ngoài ra, có thêm hai kiểu hình được ghi nhận ở loài cá này dựa vào đặc điểm cơ thể, là T. sarasinorum "miệng lớn" và T. sarasinorum "đầu to". Một điều đặc biệt ở T. sarasinorum là cá đực bước vào thời điểm sinh sản có đến năm kiểu màu được quan sát và ghi nhận: thân xanh đen với vây trong suốt/hơi trắng; thân xanh đen vây vàng; thân xám vây vàng; thân xám vây đen; màu vàng toàn cơ thể.
Ở nhóm Telmatherina "vây nhọn" (bao gồm cả T. sarasinorum), cá cái có màu nâu phớt vàng, và có thể ánh màu xanh lam nhạt.

## Sinh thái học
Vào mùa sinh sản, T. sarasinorum có thể hợp thành một nhóm lên đến 400 cá thể. Cá đực thực hiện màn tán tỉnh bằng cách căng rộng vây lưng và vây hậu môn, bơi vòng tròn để thu hút cá cái. Những con đực đơn lẻ không ghép đôi, hay gọi là những "kẻ lén lút", thường bơi theo sau những cặp đực-cái và chỉ chờ cơ hội để ăn trứng từ những cặp đôi này.
Không chỉ ăn những quả trứng mới đẻ của đồng loại, T. sarasinorum còn có thể ăn cả trứng của những loài cùng chi. Những con T. sarasinorum đực được nhìn thấy đã tán tỉnh và "dụ dỗ" những con Telmatherina antoniae cái đẻ trứng, và sau khi T. antoniae cái rời đi, T. sarasinorum đực đã ăn những quả trứng này. T. sarasinorum đực đôi khi cũng bảo vệ một cặp T. antoniae đang giao phối bằng cách chiến đấu với tất cả các loài cá khác đến gần, kể cả những con T. sarasinorum đực khác có ý định giành nguồn trứng với nó. Hồ Matano được cho là có mật độ sinh vật phù du khá thấp. Việc T. sarasinorum ăn trứng của các loài khác có thể là nhằm bổ sung thêm nguồn dinh dưỡng.
Trong cuộc chiến giành cá cái, những con T. sarasinorum đực chiến đấu khá kịch liệt. Cá đực thất thế trong cuộc tranh giành này có thể làm "kẻ thứ ba" chen vào cuộc giao phối của cặp đực-cái đó. Do T. sarasinorum không phải là loài dành thời gian chăm sóc con non nên sẽ không có khả năng phân biệt giữa phôi trong trứng có quan hệ cha con với chúng hay không. Theo kết quả nghiên cứu của Gray và các cộng sự, xác suất xảy ra việc ăn trứng do chính mình thụ tinh ở T. sarasinorum đực tăng lên khi có sự xuất hiện của những con đực là "kẻ thứ ba" này, được cho là một dấu hiệu mà T. sarasinorum đực nhận thấy mối quan hệ cha con không được chắc chắn.